# Listă de locuri desemnate pentru recensământ din statul New Hampshire
- Prezenta pagină este o listă de locuri desemnate pentru recensământ (CDP) - în engleză census designated places - din statul New Hampshire din Statele Unite ale Americii.

- Pentru orașele (în engleză cities) din New Hampshire, vedeți Listă de orașe din statul New Hampshire.
- Vedeți și Listă de orașe și târguri din statul New Hampshire.
- Vedeți și Listă de sate din statul New Hampshire.
- Vedeți și Listă de comunități neîncorporate din statul New Hampshire.
- Vedeți și Listă de zone de teritoriu neorganizat din statul New Hampshire.

## A
- Alton
- Amherst
- Antrim
- Ashland

## B
- Bartlett
- Belmont
- Bennington
- Bethlehem
- Blodgett
- Bradford
- Bristol

## C
- Canaan
- Center Ossipee
- Center Sandwich
- Charlestown
- Colebrook
- Contoocook
- Conway

## D
- Derry
- Durham

## E
- East Merrimack
- East Wakefield
- Enfield
- Epping
- Exeter

## F
- Farmington

## G
- Goffstown
- Gorham
- Greenville
- Groveton

## H
- Hampton
- Hampton Beach
- Hancock
- Hannover
- Henniker
- Hillsborough
- Hinsdale
- Hooksett
- Hudson

## I și J
- Jaffrey

## L
- Lancaster
- Lincoln
- Lisbon
- Littleton
- Londonderry
- Loudon

## M
- Marlborough
- Melvin Village
- Meredith
- Milford
- Milton
- Milton Mills
- Mountain Lakes

## N
- New Hampton
- New London
- Newfields
- Newmarket
- Newport
- North Conway
- North Walpole
- North Woodstock

## O și P
- Peterborough
- Pinardville
- Pittsfield
- Plainfield
- Plymouth

## R
- Raymond

## S
- Sanbornville
- Seabrook Beach
- South Hooksett
- Suissevale
- Suncook

## T
- Tilton-Northfield
- Troy

## U
- Union

## V și W
- Walpole
- Warner
- West Stewartstown
- West Swanzey
- Whitefield
- Wilton
- Winchester
- Wolfeboro
- Woodsville